# A Igreja de Jesus Cristo dos Santos dos Últimos Dias no Brasil
A Igreja de Jesus Cristo dos Santos dos Últimos Dias (vulgarmente conhecida como A Igreja Mórmon) é uma igreja de fundamentação cristã com características restauracionistas, sendo a maior denominação originária do Movimento dos Santos dos Últimos Dias. A sede da Igreja situa-se em Salt Lake City, Utah, Estados Unidos da América e estabeleceu congregações em todo o mundo. Na Conferência Geral de 2015, a Igreja divulgou o número de 15.372.337 de membros da Igreja, referente ao relatório anual de 2015. Em 2009, a Igreja relatou um pouco mais de 13,8 milhões de adeptos em todo o mundo, um crescimento de 27,4% comparado ao ano de 2006, onde eram 12,5 milhões de adeptos mundialmente, enquanto em 1990 eram apenas 7,7 milhões. No Brasil, a igreja relatou possuir pouco mais de 1.289.376 membros, um crescimento de aproximadamente 460% nos últimos seis anos. A sede da Igreja no Brasil fica na cidade de São Paulo, estado de São Paulo.

## História

### Pioneirismo
Os Primeiros membros da Igreja a chegar ao Brasil foram Max Richard Zapf e Amelie Auguste Thielle Zapf batizados na Alemanha em 1908 juntos com seus 4 filhos que ainda não tinham idade de batismo.
10 anos após a chegada dos primeiros membros da igreja no Brasil, quando Robert Lippelt (que não era batizado na época) e sua esposa August chegaram ao Brasil com seus filhos em 1923, imigrantes da Alemanha, ela enviou uma carta para a sede da Igreja pedindo materiais e livros da Igreja para serem usados no Brasil. O marido era ateu e só aceitou o evangelho e a Igreja poucos anos antes de sua morte. Em resposta ao pedido, o presidente da Missão Sul-Americana da Igreja, Reinhold Stoff, deixou Buenos Aires para visitar o Brasil. Retornou em 1928, com os (Elderes) Missionários para ensinarem as pessoas de língua alemã no país. O primeiro membro da Igreja no Brasil se batizou em 1929 em Joinville.
A Igreja organizou-se pela primeira vez em Joinville, Santa Catarina, onde foi criada a primeira capela na América do Sul em 25 de outubro de 1931. Essa capela existe até hoje. Em 1933 foi organizada a Sociedade de Socorro, ainda em Santa Catarina. Na ocasião, estavam presentes 24 mulheres. A missão Mórmon brasileira foi criada em maio de 1935, em São Paulo, tendo Rulon S. Howells como seu primeiro presidente. O total de fiéis da igreja no Brasil à época, era de apenas 143 pessoas, sendo em sua maioria, imigrantes alemães. Em 1939, com a proibição do governo brasileiro do uso do idioma alemão em público, a igreja passar a usar oficialmente o idioma português. Com isso, o Livro de Mórmon e outros materiais de apoio da Igreja foram traduzido para a língua portuguesa, e missionários começaram a ensinar em português em 1940.
A expansão da Igreja reiniciou-se logo após o término da guerra, quando a Igreja tornou a enviar missionários, desta vez para os estados de São Paulo, Rio de Janeiro e Rio Grande do Sul. Um pouco mais tarde, a Igreja iniciou o trabalho do proselitismo em Goiás, Amazonas e Pernambuco.
O trabalho missionário continuou na década de 1950, e em 1959, a adesão foi de cerca de 3.700 membros no Brasil. A primeira Estaca a ser criada no país foi em 1966 em São Paulo. Dez anos depois, o Brasil já possuía dez estacas, e foi anunciada a construção de um templo em São Paulo. Esse templo foi dedicado em 30 de outubro de 1978 pelo Presidente Spencer W. Kimball.
Em 2 de fevereiro de 1986, o Brasil se tornou o terceiro país da Igreja a ter 50 estacas, superado apenas pelos Estados Unidos e pelo México. Nesse período, a principal estaca a ser criada foi a estaca Manaus Brasil, a primeira na região norte do país. Esse número duplicou para cem em 1993, com a organização da Estaca São Leopoldo, no Rio Grande do Sul. Em outubro de 1993, começou a construção do Centro de Treinamento Missionário da Igreja no Brasil, a segunda maior. Em 1995 o país já possuía 23 missões, o maior número de missões fora dos Estados Unidos.
A Igreja também tem uma história substancial de envolvimento em esforços humanitários no Brasil. "Mãos que Ajudam", uma organização de serviço da Igreja, foi reconhecido em novembro de 2002 como uma das mais importantes organizações voluntárias no Brasil.

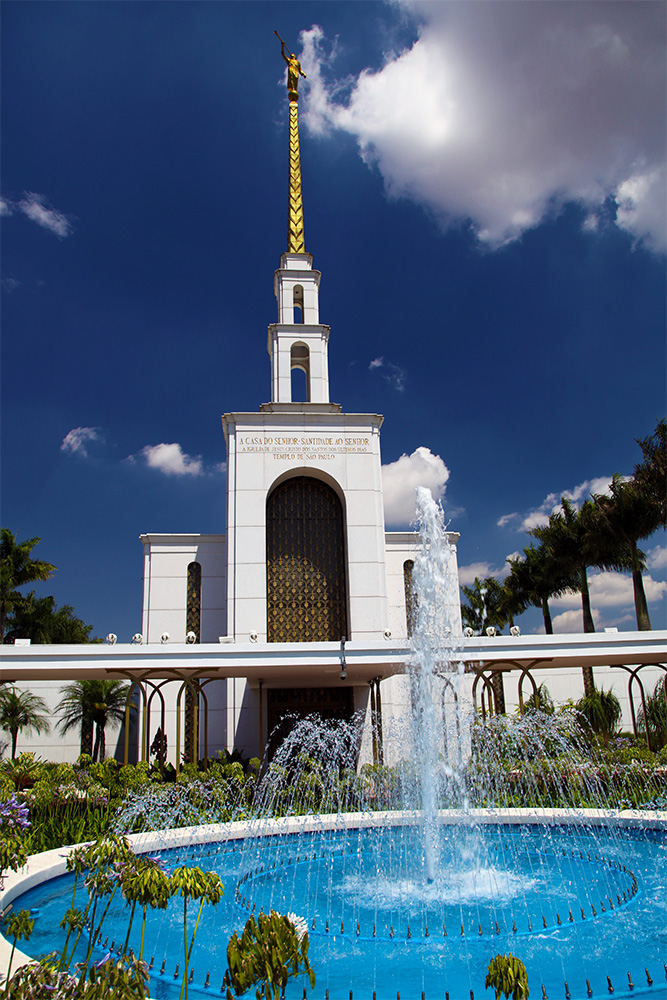
Templo de São Paulo.

### História atual
Como comemoração dos oitenta anos da presença da Igreja no Brasil, foi realizada uma sessão especial promovido pelo Senado Federal do Brasil.
Cronologia
- 1913 - Família Zapf: Batizados na Alemanha, a família Zapf, composta por Max Richard Zapf, Amelie Auguste Thielle Zapf, sua esposa e seus quatro filhos, emigrou para o Brasil em 1913 e tornaram-se os primeiros SUD santos dos últimos dias no Brasil.
- 1923 - Neste ano, o casal Lippelt, da Alemanha, emigrou para o Brasil. August teve, uma vez que seu esposo era ateu com a presidência da Igreja nos Estados Unidos e solicitaram os primeiros missionários para o Brasil.
- 1928 - O presidente Stoolf, da missão sul-americana, visitou o Brasil pela primeira vez. Os élderes Schindler e Heinz foram os primeiros missionários a chegarem no país, em 17 de setembro de 1928.
- 1929 - A família Sell é batizada na Igreja, em Joinville, Santa Catarina. São os primeiros a serem batizados no Brasil.
- 1930 - O Brasil recebe o primeiro prédio da igreja, construída em Ipomeia (Santa Catarina).
- 1931 - É dedicada a primeira capela da igreja, em 25 de outubro, na cidade de Joinville.
- 1933 - É organizada a primeira Sociedade de Socorro no Brasil, em Joinville. Na ocasião, estavam presentes 24 irmãs da igreja.
- 1935-1938 - É criada a primeira missão brasileira, com sede em São Paulo. Rulon S. Howells é o presidente. O idioma falado pelos missionários era o alemão. O total de membros da igreja no Brasil era de apenas 143 membros. A obra da igreja se expande para o Rio Grande do Sul, Paraná e São Paulo.

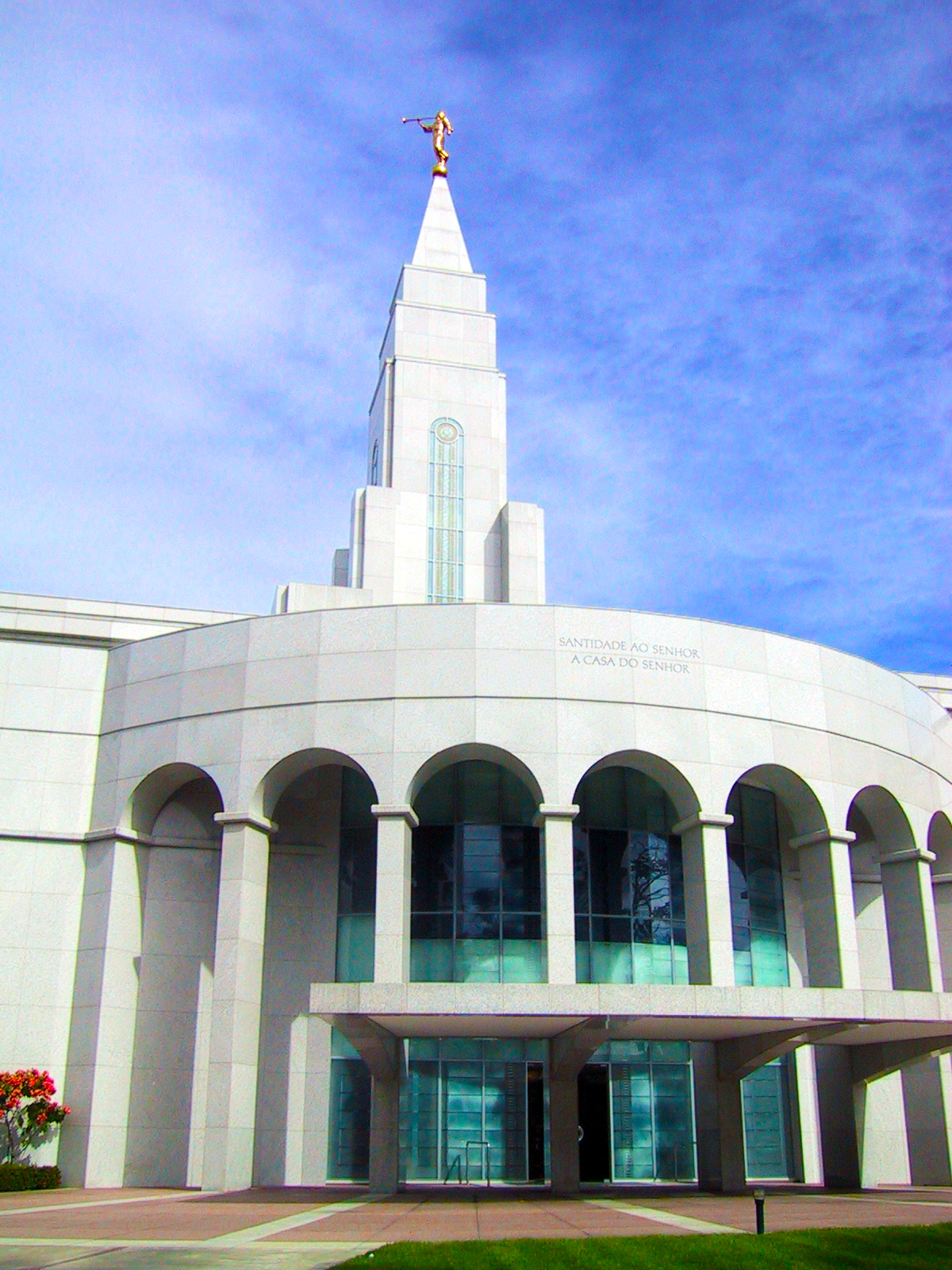
Templo do Recife.

- 1939-1942 - O Livro de Mórmon é traduzido para o português, em 1939. O governo brasileiro proíbe o uso do idioma alemão em público e a Igreja passa a falar o idioma português. Também foi publicado para o português o primeiro panfleto de Joseph Smith, restaurador da Igreja. Em 1940, a Igreja se expande para o Rio de Janeiro, Minas Gerais, Bahia e Espírito Santo. Em 1941, a Igreja iniciou a retirada dos missionários americanos, devido a Segunda Guerra Mundial. Eles só retornaram em número considerável em 1946.
- 1943-1945 - Willian W. Seegmiller é o presidente da missão brasileira. Devido a Segunda Guerra Mundial, muitos ramos foram fechados no Brasil. O primeiro ramo reorganizado foi o de Campinas, em 14 de novembro de 1943, com o irmão João Serra como presidente.

Também durante a Segunda Guerra, o irmão George Lippelt foi chamado para presidir o ramo de Ipomeia, sendo o único membro a falar o português. No final de de 1943, a maior parte dos missionários partiu do Brasil e o trabalho de proselitismo foi mínimo.
- 1946-1949 - Harold M. Rex, antigo missionário da missão brasileira, retorna ao país como presidente da missão. No fim de 1945, o presidente declara que todos os missionários servindo no país devem falar obrigatoriamente o português. Foram reiniciadas as atividades do proselitismo. Os missionários americanos retornaram ao Brasil e muitos ramos foram reabertos. Em meados de 1947, o Brasil possuía 25 missionários. Em 1° de janeiro de 1948, foi publicada A Gaivota, primeira revista oficial da Igreja no Brasil e que, posteriormente, teve seu nome alterado para A Liahona. Em 1948, aumentou o número de missionários chamados para o Rio de Janeiro. Em 1949, a Igreja possuía 648

membros no Brasil.

Templo de Porto Alegre.

- 1950-1953 -  Novamente, o casal Howells retorna ao Brasil para liderar a missão brasileira. De imediato, o presidente Howells expande a Igreja para o Amazonas, Goiás, Pernambuco e Pará. Em São Paulo, a Igreja compra o prédio da rua Itapeva para a sede da missão. Doutrina e Convênios, Pérola de Grande Valor e Jesus O Cristo são traduzidos para o português por Roberta Mcknight Hunt. É publicada a primeira edição de A Liahona em 1951.
- 1954-1958 - O presidente David O. McKay visitou o Rio de Janeiro e São Paulo e realizou uma conferência. Havia 15 ramos e 51 portadores do Sacerdócio de Melquisedeque.

88 pessoas são batizadas em 1954. Foram abertos novos ramos, passando de 23 para 33. O principal ramo aberto é em Manaus (AM).

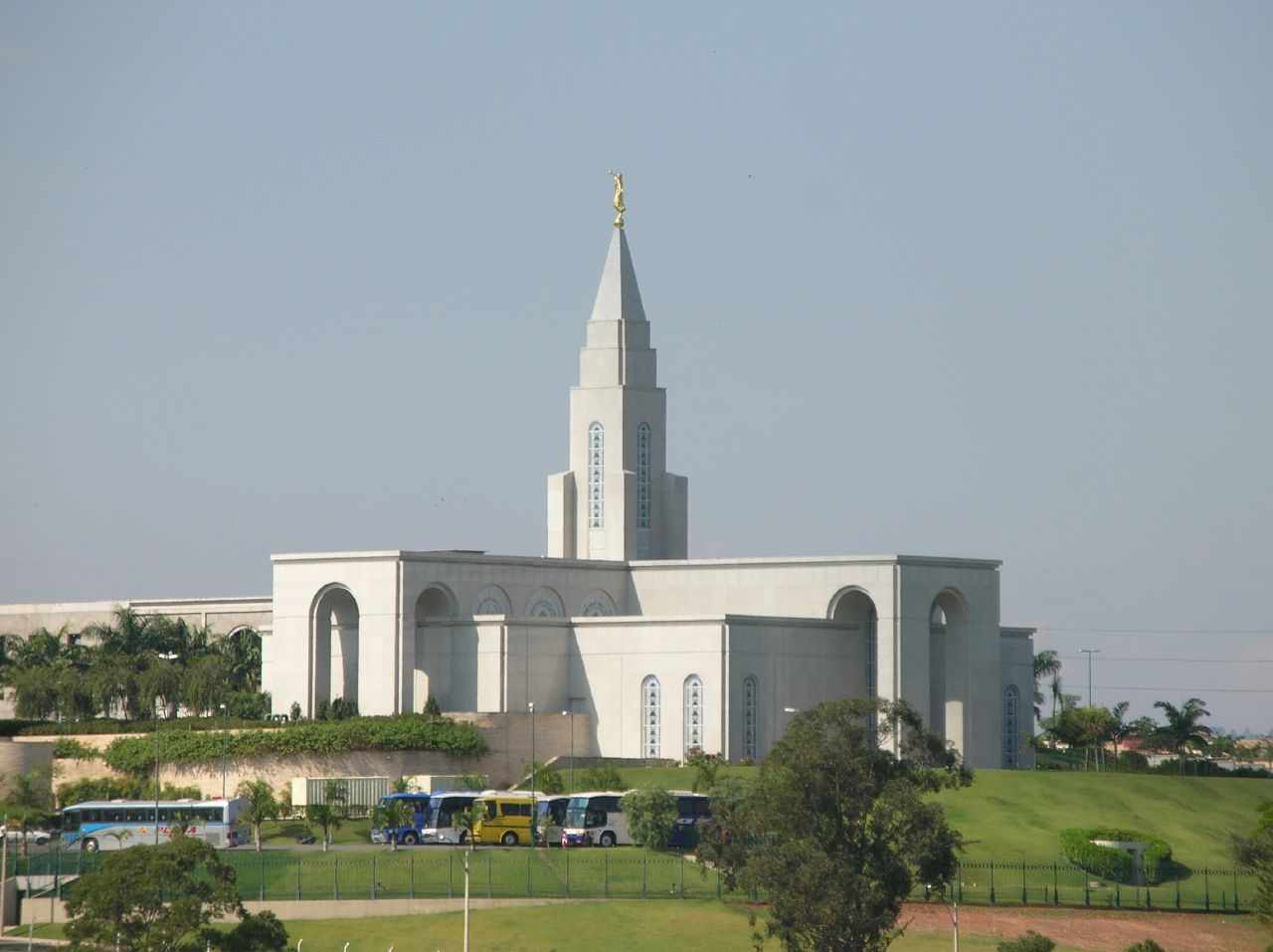
Templo de Campinas

- 1959-1963 - O Élder Harold B. Lee, do Quórum dos Doze Apóstolos, veio ao Brasil e criou a missão brasileira do Sul, em 30 de setembro de 1959, com sede em Curitiba. A missão abrangia os estados de Paraná, Santa Catarina e Rio Grande do Sul. Havia 11 ramos e 1.400 membros nesta missão. Em 22 de outubro de 1959 foram organizados os distritos de Porto Alegre (mais de 260 membros), Joinville (mais de 200 membros) e Curitiba (mais de 550 membros). Em 1° de novembro de 1959 foi organizado o distrito de São Paulo, com 9 ramos e 1.028 membros. A capela de Pinheiros e a casa da missão, situadas na rua iguatemi, foram inauguradas em 18 de fevereiro de 1962.

Em 1961, o élder Ezra Taft Benson desembarcou em Brasília em caráter oficial e participou de uma conferência com Juscelino Kubitschek, presidente
brasileiro da época. Em dezembro de 1962 a Igreja contava com 6.747 membros, 43 ramos e 9 edifícios próprios.
- 1964-1967 - Em 1964, o presidente Paulsen construiu e dedicou quatro novas capelas e iniciou a construção de mais cinco.

A Igreja se expande para o Alagoas, Paraíba, Ceará, Sergipe e Rio Grande do Norte. Em 1965 a Igreja possuía 19.050 membros brasileiros. Em 1 de maio de 1966, foi organizada a Estaca São Paulo Brasil sob a direção dos élderes Spencer W. Kimball e Franklin D. Richards. Cerca de 40 magníficos edifícios da Igreja foram construídos em 1967, intensificando o progresso da Igreja.

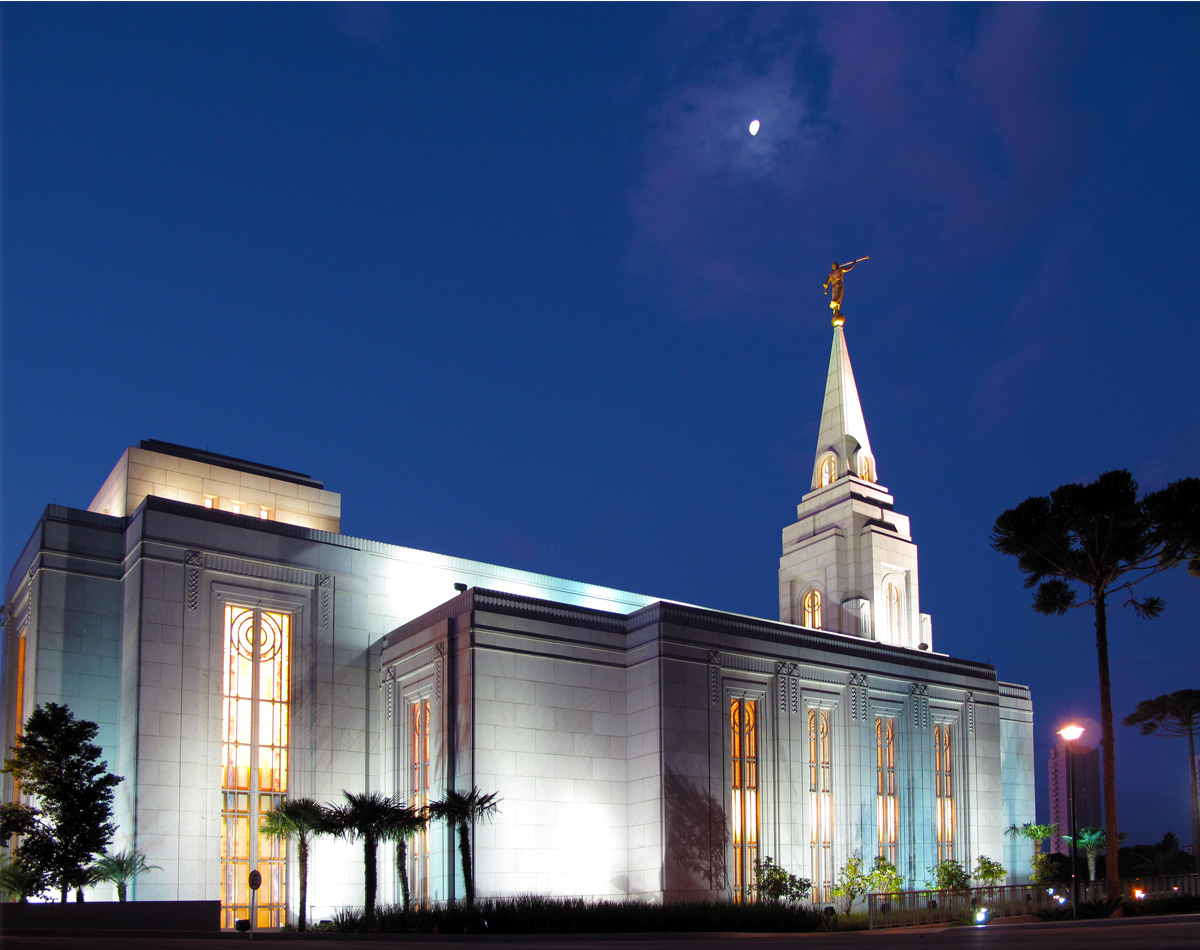
Templo de Curitiba.

- 1968-1972 -  A sede da MIssão brasileira do Sul mudou-se definitivamente para Porto Alegre em 1968. A partir de julho do mesmo ano, a missão limita-se aos estados de Santa Catarina e Rio Grande do Sul.

Em 7 de julho de 1968 foi criada a Missão Brasileira do Norte, com sede em Recife. A missão brasileira do Norte abrangia Brasília, Fortaleza, Belo Horizonte, Manaus, Juiz de Fora, Recife e Rio de Janeiro. Apesar de as cidades serem distantes entre si,  a obra progrediu mesmo com as dificuldades nas comunicações e distância. A missão brasileira passa a se chamar missão central, que incluía os estados de São Paulo e Paraná e o sul do Mato Grosso.
Em junho de 1970, o Brasil tinha 35.547 membros da Igreja, 3 missões e 2 estacas.
Em 6 de setembro de 1971, com a presença do Élder Gordon B. Hinckley, foi criada a Estaca São Paulo Sul (unidades do ABC e Baixada Santista). Ainda em 1971, teve início o Programa do Seminário e do Instituto do Sistema Educacional da Igreja. Em 12 de setembro de 1971 é criada a primeira estaca do Paraná e Santa Catarina, a Estaca Curitiba Brasil e Jason Garcia Souza o seu presidente. A Missão Brasileira do Sul passa a se chamar Missão Brasil Sul e a Missão Brasileira do Norte passa a se chamar Missão Brasil Norte. Em 22 de outubro de 1972 é criada a primeira estaca do Rio de Janeiro. É dividida a missão Brasil Central, dando origem às missões Brasil Central Sul e Brasil Central Norte.

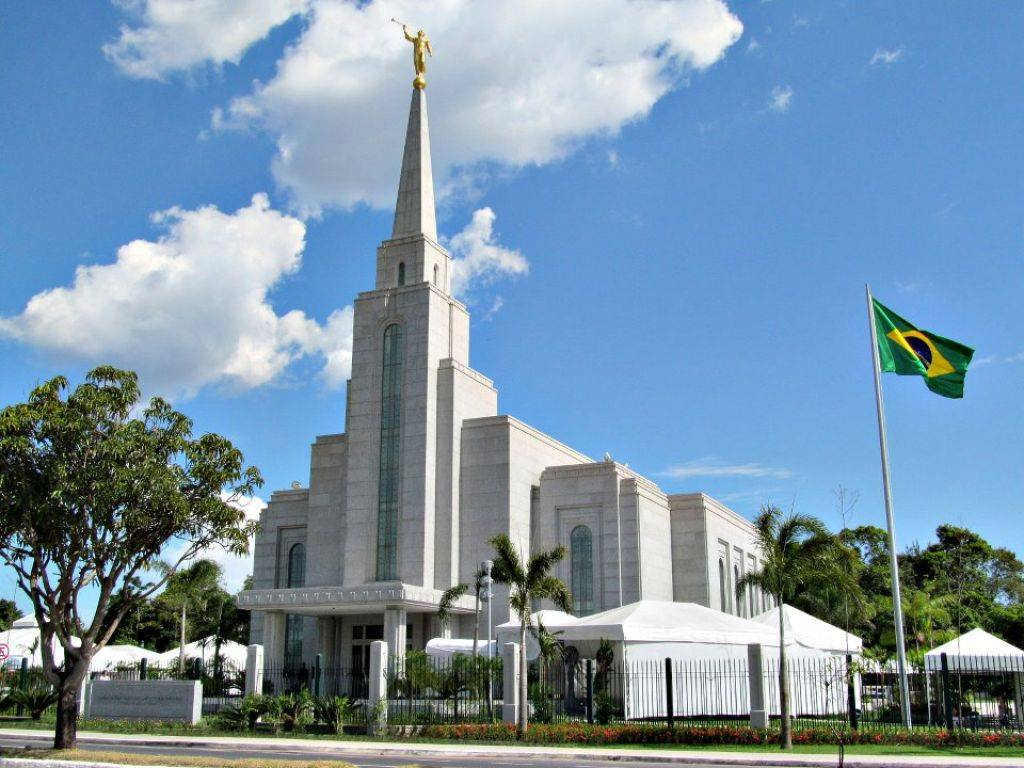
Templo de Manaus

- 1973-1978 -  O programa do Seminário e Instituto chegou a Campinas, Belo Horizonte, Brasília, Manaus, Recife e em todas as cidades que continham a igreja nos estados de Rio Grande do Sul, Paraná e Rio de Janeiro. Em 1975, acontece a grande conferência dos santos, no Palácio do Anhembi, em São Paulo. Nessa ocasião, foi anunciado aos santos a construção do Templo de São Paulo, o primeiro templo da Igreja no Brasil e na América Latina. O Templo de São Paulo foi dedicado em 31 de outubro de 1978 pelo presidente Spencer W. Kimball. Ainda em 1978, foi organizada a Estaca Manaus, a primeira estaca do Amazonas e da região norte. Contava com 4 ramos e 1 ala e aproximadamente 1.325 membros.
- 1979-1989 - Em 6 de agosto de 1980 foi dedicado o edifício dos escritórios administrativos da Igreja. Em 12 de outubro o apóstolo Ezra Taft Benson ordenou que missionários fossem pregar o evangelho no Distrito Federal por inteiro. Em 31 de outubro do mesmo ano, foi criada a primeira estaca do nordeste brasileiro, a Estaca Recife.

Em 1989, o presidente brasileiro José Sarney recebeu um Livro de Mórmon das mãos do profeta Gordon B. Hinckley
- 2000 - Em dias 17 de dezembro, ocorre a dedicação do Templo de Recife e de Templo de Porto Alegre, feita por Gordon B. Hinckley.
- 2002 - É dedicado o Templo de Campinas (SP).
- 2004 - O Templo de São Paulo é rededicado por Gordon B. Hinckley em uma cerimônia ocorrida no Estádio do Pacaembu em 22 de fevereiro.
- 2007 - Em 23 de maio, é anunciado por Gordon B. Hinckley a construção do Templo de Manaus, o primeiro templo na Região norte que atenderá todos os membros da Igreja residentes na Amazônia e países vizinhos.
- 2008 - Em 1 de junho, acontece a dedicação do Templo de Curitiba, feita por Thomas S. Monson.
- 2009 - Em 3 de outubro é anunciado por Thomas S. Monson a construção do Templo de Fortaleza, o 2º templo da Igreja na região nordeste e o 7º no Brasil.
- 2013 - Em 21 de fevereiro, são anunciadas a criação de sete novas missões no Brasil: Curitiba Sul, Fortaleza Leste, Juiz de Fora, Piracicaba, Natal, Santos e São Paulo Oeste. O Brasil terá 34 missões a partir de julho de 2013.[14]
- 2013 - Em 7 de abril é anunciado por Thomas S. Monson a construção do Templo do Rio de Janeiro, o 8º no Brasil.
- 2016 - No dia 3 de abril, a construção do Templo de Belém, no Pará, foi anunciada, o 9º templo no Brasil.[15]
- 2017 - No dia 2 de abril, a construção do Templo de Brasília, no Distrito Federal, foi anunciada, o 10° Templo no Brasil.[16]
- 2018 - No dia 7 de outubro, a construção do Templo de Salvador, na Bahia, foi anunciada, o 11° Templo no Brasil.[17]
- 2018 - No dia 31 de março, o brasileiro Ulisses Soares se tornou um membro do Quórum dos Doze Apóstolos.[18]
- 2019 - Em 2 de junho, acontece a dedicação do Templo de Fortaleza, feita por Ulisses Soares[19]

## Atualidades
Em número de membros, o Brasil atualmente é o terceiro maior país mórmon do mundo, após os Estados Unidos e o México. São 1.494.571 Santos dos Últimos Dias no país, representando 0,60% da população total.
O país possui ainda 36 missões, 2.172 congregações estabelecidas e 524 Centros de História da Família. Vale a pena ressaltar que os dados são fornecidos pela Igreja, o que inclui todos os membros batizados, sejam ativos ou inativos, portanto, não é apropriado ser usado como parâmetro para o número real de fiéis no país.
No país existem 285 Estacas* e 39 Distritos*. São eles (divididos por regiões):

### Região Centro-Oeste
Todos os estados da Região Centro-Oeste do Brasil possuem estacas e distritos, com destaque para o Distrito Federal, que possui seis estacas e distritos. A primeira estaca da região foi a Estaca Brasília Brasil, criada em 1980, em Brasília.
| Estado             | Distritos e Estacas |
| ------------------ | --- |
| Distrito Federal   | Estacas Brasília Brasil, Brasília Alvorada, Brasília Ceilândia, Brasília Norte, Brasília Taguatinga e Distrito Brasília Planaltina. |
| Goiás              | Estacas Anápolis Brasil, Goiânia Brasil, Goiânia Leste e Distrito Rio Verde Brasil.                                                 |
| Mato Grosso        | Estacas Cuiabá Brasil e Cuiabá Industriário; e Distritos Rondonópolis Brasil e Sorriso Brasil.                                      |
| Mato Grosso do Sul | Estacas Campo Grande Brasil, Campo Grande Monte Líbano e Ponta Porã Brasil.                                                         |

### Região Norte
A primeira Estaca mórmon criada na Região Norte brasileira foi a estaca Manaus Brasil, no município de Manaus, capital do Estado do  Amazonas, em 1988. Na região Norte há 22 estacas e 04 distrito, distribuídas entre os 07 Estados  da região Norte e 3 Missões,Missão Brasil Belém,Missão Brasil Manaus Norte e Missão Brasil Manaus Sul , sendo o Amazonas a ter o maior número de Estacas, 09 Estacas e 01 distrito e Ramos da missão espalhados pelo Estado.
O Templo de Manaus, dedicado em 10 de junho de 2012, e em Belém dedicado em 20 de novembro de 2022
| Estado    | Distritos e Estacas |
| --------- | --- |
| Acre      | Estaca Rio Branco Brasil |
| Amapá     | Estaca Macapá Brasil |
| Amazonas  | Distrito Itacoatiara Brasil,Estacas Manaus Brasil, Manaus Cidade Nova, Manaus Guarany, Manaus Mindú, Manaus Ponta Negra, Manaus Rio Amazonas, Manaus Rio Negro, Manaus Samaúma e Manaus Solimões ,Ramos da Missão Manaus Tefé Coari,Borba,Jutaí e Tabatinga. |
| Pará      | Distritos Barcarena Brasil e Marabá Brasil, Estacas Belém Brasil, Belém Cabanagem, Belém Cidade Nova, Belém Entrocamento, Belém Icoaraci, Castanhal Brasil e Santarém Brasil.                                                                                |
| Rondônia  | Distrito Ji-Paraná e Estaca Porto Velho Brasil. |
| Roraima   | Estaca Boa Vista Brasil. |
| Tocantins | Estacas Palmas Brasil Norte, Palmas Brasil sul. |

### Região Nordeste
A Região Nordeste brasileira é a segunda com o menor número de fiéis mórmons no país. Há diversas estacas e distritos. O destaque é com o Ceará. A região abriga o Templo de Recife, dedicado em 2000, e o Templo de Fortaleza, dedicado em 2019. A primeira estaca da região foi a Estaca Recife Brasil, criada em 1980 e com um templo anunciado em Salvador em outubro de 2018.
| Estado              | Distritos e Estacas |
| ------------------- | --- |
| Alagoas             | Estacas Arapiraca Brasil, Maceió Brasil, Maceió Litoral, Maceió Pajuçara,Maceió Tabuleiro e Maceió Brasil Colina. |
| Bahia               | Estacas Camaçari Brasil, Camaçari Central, Feira de Santana Brasil, Feira de Santana Kalilândia, Feira de Santana Norte, Itabuna Brasil, Salvador Brasil, Salvador Imbuí, Salvador Liberdade, Salvador Norte e Vitória da Conquista Brasil; além dos Distritos de Porto Seguro Brasil, Jequié Brasil e Barreiras.                                                   |
| Ceará               | Estacas Caucaia Brasil, Fortaleza Brasil, Fortaleza Benfica, Fortaleza Bom Jardim, Fortaleza Bom Sucesso, Fortaleza Castelão, Fortaleza Ceará, Fortaleza Leste, Fortaleza Litoral, Fortaleza Messejana, Fortaleza Montese, Fortaleza Sul, Fortaleza Oeste, Maracanaú Brasil. Maracanaú Norte Brasil, Juazeiro do Norte Brasil e Sobral Brasil.Estaca Pacajus Brasil |
| Maranhão            | Estacas Teresina Brasil, Imperatriz Brasil, Teresina Horto, São Luís Brasil e São Luis Leste. |
| Paraíba             | Estacas Campina Grande Brasil, Campina Grande Liberdade, João Pessoa Brasil, João Pessoa Centro, João Pessoa Rangel, João Pessoa Torre, Livramento Brasil e Santa Rita Brasil; além dos Distritos de Sousa Brasil, Maguanguape |
| Pernambuco          | Estacas Caruaru Brasil, Camaragibe Brasil, Garanhuns Brasil, Jaboatão dos Guararapes Brasil, Jaboatão dos Guararapes Litoral, Olinda Brasil, Olinda Paulista, Petrolina Brasil, Recife Brasil, Recife Boa Viagem, Recife Casa Amarela, Recife Caxangá, Recife Imbiribeira e Recife Jardim São Paulo.                                                                |
| Piauí               | Estacas Teresina Brasil e Teresina Horto, Teresina Planalto, ; além do Distrito Parnaíba Brasil. |
| Rio Grande do Norte | Estacas Caicó Brasil, Mossoró Brasil, Natal Brasil, Natal Pajuçara, Natal Ponta Negra e Natal Potengi. |
| Sergipe             | Estacas Aracaju Norte e Aracaju Sul; além do Distrito de Lagarto Brasil. |

### Região Sudeste
A Região Sudeste é a região brasileira que abriga o maior número de estacas e distritos, alas e ramos, assim como de missões. O estado de São Paulo possui, 72 estacas e distritos, seguido de Minas Gerais colocada 19 estacas e distritos e Rio de Janeiro, com 15 estacas. Também no estado de São Paulo estão os dois templos da região, em Campinas e na capital. O  templo do Rio de Janeiro já construído pela Primeira Presidência, está aguardando a cerimônia de abertura e o próximo templo da região, anunciado na conferência anual será em São Paulo. Este será o 3ª templo no estado; Localizado na Região Leste o Templo de São Paulo Oeste foi anunciado em Outubro de 2020. A primeira estaca criada foi a Estaca São Paulo Brasil, em 1966.
| Estado         | Distritos e Estacas |
| -------------- | --- |
| Espírito Santo | Estacas Cariacica Brasil, Vila Velha Brasil e Vitória Brasil e Distrito Colatina. |
| Minas Gerais   | Estacas Belo Horizonte Brasil, Belo Horizonte Leste, Belo Horizonte Pampulha, Belo Horizonte Oeste, Betim Brasil, Contagem Brasil, * Ipatinga Brasil, Juiz de Fora Brasil, Lafaiete Brasil, Sete Lagoas Brasil, Sete Lagoas Leste Brasil, Uberaba Brasil e Uberlândia Brasil e Distritos Leopoldina Brasil, Montes Claros Brasil, Nanuque Brasil, Pouso Alegre Brasil, Teófilo Otôni Brasil e Três Corações Brasil. \\ * a Estaca Ipatinga Brasil foi organizada no dia 31 de Agosto de 2014, sendo criada a partir do Distrito homônimo.\\ |
| Rio de Janeiro | Estacas Campos Brasil, Niterói Brasil, Arsenal Brasil, Macaé Brasil, Nova Iguaçu Brasil, Petrópolis Brasil, Rio de Janeiro Brasil, Rio de Janeiro Engenho de Dentro, Rio de Janeiro Andaraí, Rio de Janeiro Campo Grande, Rio de Janeiro Itaguaí, Rio de Janeiro Jacarepaguá, Rio de Janeiro Madureira, Teresópolis Brasil e Volta Redonda Brasil. |
| São Paulo      | Estacas Alphaville Brasil, Alvarenga Brasil, Araçatuba Brasil, Araraquara Brasil, Americana Brasil, Barueri Brasil, Bauru Brasil, Birigüi Brasil, Campinas Brasil, Campinas Campos Elíseos, Campinas Castelo, Campinas Flamboyant, Diadema Brasil, Franca Brasil, Guaratinguetá Brasil, Guarujá Brasil, Hortolândia Brasil, Itatiba Brasil, Itu Brasil, Jundiaí Brasil, Jundiaí Represa, Mauá Brasil, Marília Brasil, Mogi-Mirim Brasil, Osasco Brasil, Piracicaba Brasil, Pirassununga Brasil, Praia Grande Brasil, Ribeirão Pires Brasil, Ribeirão Preto Leste, Ribeirão Preto Oeste, Rio Claro Brasil, Santo André Brasil, Santos Brasil, São Bernardo do Campo Brasil, São Bernardo do Campo Rudge Ramos, São Carlos Brasil, São João da Boa Vista Brasil, São José dos Campos Brasil, São José do Rio Preto Brasil, São Paulo Brasil, São Paulo Campo Limpo, São Paulo Casa Grande, São Paulo Cotia, São Paulo Cumbica, São Paulo Embu, São Paulo Ferreira, São Paulo Grajaú, São Paulo Guarapiranga, São Paulo Guarulhos, São Paulo Interlagos, São Paulo Ipiranga, São Paulo Itaquera, São Paulo Itaquá, São Paulo Jaraguá, São Paulo Jardim da Saúde, São Paulo Jaçanã, São Paulo Mogi das Cruzes, São Paulo Norte, São Paulo Parque Bristol, São Paulo Parque Pinheiros, São Paulo Penha, São Paulo Perdizes, São Paulo Piratininga, São Paulo Pirituba, São Paulo Raposo Tavares, São Paulo Santo Amaro, São Paulo São Miguel Paulista, São Paulo Taboão, São Paulo Oeste, São Vicente Brasil, São Vicente Serra do Mar, Sorocaba Brasil, Sorocaba Barcelona, Sorocaba Santana e Sorocaba Trujilo; além dos Distritos de Botucatu Brasil, Itapetininga Brasil, Itapeva Brasil, Presidente Prudente Brasil, Registro Brasil, São Sebastião Brasil e Tupã Brasil. |

### Região Sul
Os estados da Região Sul do Brasil possuem diversas estacas e distritos, com destaque para o Rio Grande do Sul. A região abriga dois templos, em Curitiba e Porto Alegre. A primeira estaca da região foi a Estaca Curitiba Brasil, criada em 1971.
| Estado            | Distritos e Estacas |
| ----------------- | --- |
| Paraná            | Estacas Cascavel Brasil, Curitiba Brasil, Curitiba Boa Vista, Curitiba Boqueirão, Curitiba Iguaçu, Curitiba Jardim do Sol, Curitiba Luz, Curitiba Novo Mundo, Curitiba Portão, Curitiba São Lourenço, Curitiba Tarumã, Londrina Brasil, Londrina Tiradentes, Maringá Brasil, Paranaguá Brasil, Pinhais Brasil, Ponta Grossa Brasil, Ponta Grossa Campos Gerais, São José dos Pinhais Brasil. e Distritos Apucarana Brasil, Guarapuava Brasil e Campo Mourão Brasil (criado em Outubro de 2016). |
| Rio Grande do Sul | Estacas Alegrete Brasil, Bagé Brasil, Canoas Brasil, Canoas Brasil Norte, Caxias do Sul Brasil, Cruz Alta Brasil, Gravataí Brasil, Novo Hamburgo Brasil, Pelotas Brasil, Pelotas Norte, Passo Fundo Brasil, Porto Alegre Brasil, Porto Alegre Moinhos de Vento, Porto Alegre Norte, Porto Alegre Partenon, Porto Alegre Sul, Rio Grande Brasil, Santa Maria Brasil, Santo Ângelo Brasil, São Leopoldo Brasil e Uruguaiana Brasil. Distritos Cachoeira do Sul Brasil, Gramado Brasil             |
| Santa Catarina    | Estacas Chapecó Brasil, Florianópolis Brasil, Joinville Brasil Norte, Joinville Brasil Sul, Lages Brasil, São José Brasil, Tubarão Brasil,Vale do Itajaí Brasil e Distrito de Ipoméia. |

### Missões
Existem 37 missões no Brasil. São elas:
| - Missão Brasil Belém - Missão Brasil Belo Horizonte - Missão Brasil Brasília - Missão Brasil Campinas - Missão Brasil Cuiabá - Missão Brasil Curitiba - Missão Brasil Curitiba Sul - Missão Brasil Florianópolis - Missão Brasil Fortaleza - Missão Brasil Fortaleza Leste - Missão Brasil Goiânia - Missão Brasil João Pessoa | - Missão Brasil Juiz de Fora - Missão Brasil Londrina - Missão Brasil Maceió - Missão Brasil Manaus - Missão Brasil Natal - Missão Brasil Piracicaba - Missão Brasil Porto Alegre Norte - Missão Brasil Porto Alegre Sul - Missão Brasil Recife - Missão Brasil Recife Sul - Missão Brasil Ribeirão Preto - Missão Brasil Rio de Janeiro - Missão Brasil Rio de Janeiro Sul | - Missão Brasil Salvador - Missão Brasil Salvador Sul - Missão Brasil Santa Maria - Missão Brasil Santos - Missão Brasil São Carlos - Missão Brasil São Paulo-Interlagos - Missão Brasil São Paulo Leste - Missão Brasil São Paulo Oeste - Missão Brasil São Paulo Norte - Missão Brasil São Paulo Sul - Missão Brasil Teresina - Missão Brasil Vitória |

## Personalidades

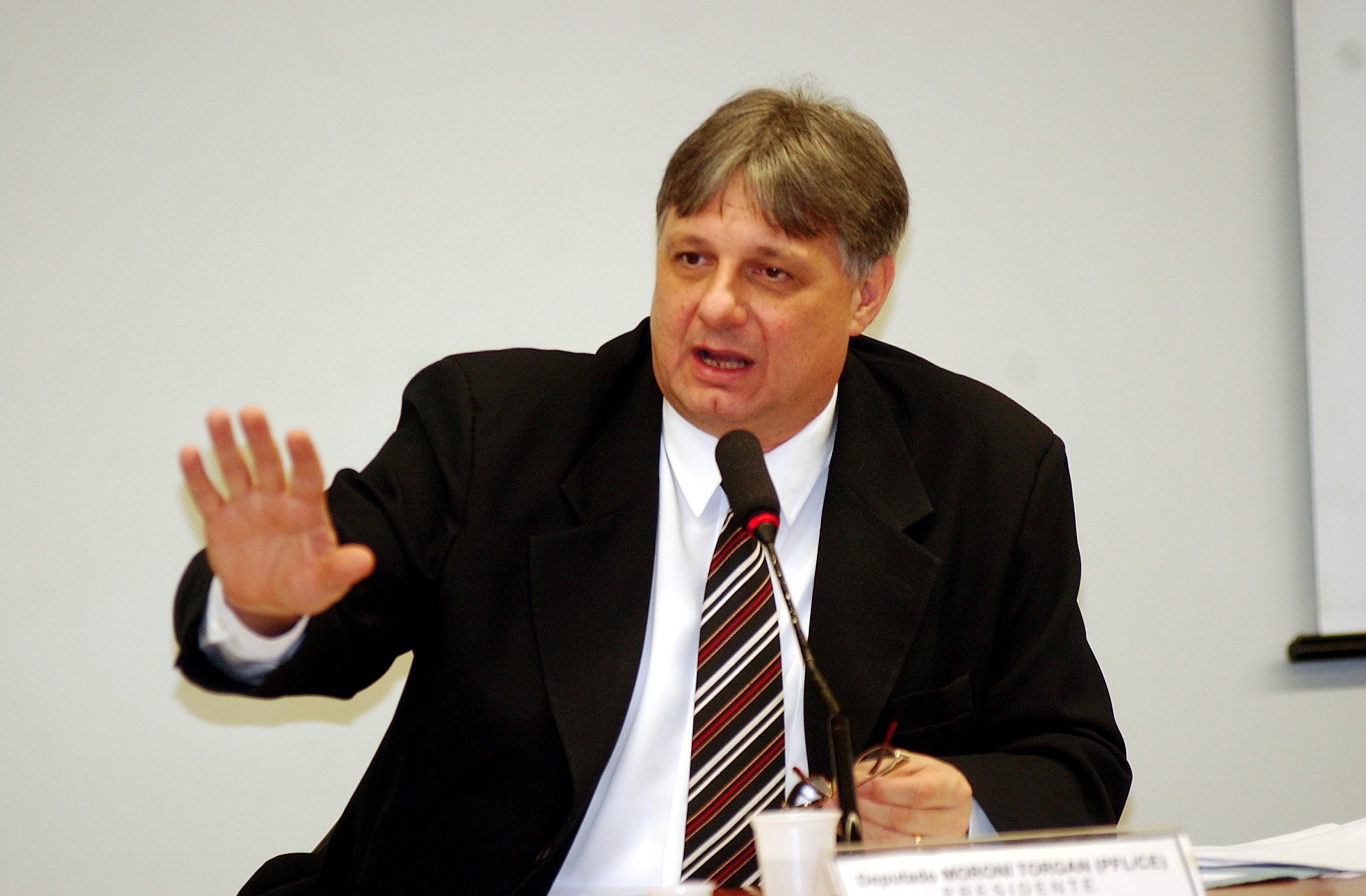
Moroni Torgan, político brasileiro e adepto Santos dos Últimos Dias.

Algumas personalidades e cidadãos notórios brasileiros são Santos dos Últimos Dias. Robert Lippelt, historiador alemão, foi o primeiro membro de A Igreja de Jesus Cristo dos Santos dos Últimos Dias no país, chegando ao Brasil em 1923. Além deste, destacam-se Moroni Torgan (político), Helvécio Martins (líder religioso e primeiro homem negro a receber o chamado de Autoridade Geral), Liriel Domiciano (cantora), Mosiah Rodrigues (ginasta), Carlos Wizard Martins (educador, fundador da rede de ensino de idiomas Wizard, Moroni Cruz (Ator do canal da Disney no Brasil e atualmente membro da boyband The Destiny), a cantora e atriz, Nicole Luz, participante da 1ª Temporada do The Voice Kids Brasil e também do Ídolos Kids.